# Lista odcinków serialu Dynastia (1981)
Poniżej znajduje się lista odcinków serialu Dynastia emitowanego w USA przez telewizję ABC w latach 1981–1989 oraz 1991, a w Polsce przez TVP1 od 2 lipca 1990 do 19 grudnia 1993.
| Sezon | Sezon      | Liczba odcinków | Data emisji (USA)       |
| ----- | ---------- | --------------- | ----------------------- |
|       | Pierwszy   | 15              | 12.01.1981 – 20.04.1981 |
|       | Drugi      | 22              | 04.11.1981 – 04.05.1982 |
|       | Trzeci     | 24              | 29.09.1982 – 20.04.1983 |
|       | Czwarty    | 27              | 28.09.1983 – 09.05.1984 |
|       | Piąty      | 29              | 26.09.1984 – 15.05.1985 |
|       | Szósty     | 31              | 25.09.1985 – 21.05.1986 |
|       | Siódmy     | 28              | 24.09.1986 – 06.05.1987 |
|       | Ósmy       | 22              | 23.09.1987 – 30.03.1988 |
|       | Dziewiąty  | 22              | 03.11.1988 – 11.05.1989 |
|       | Pojednanie | 2               | 20.10.1991 i 22.10.1991 |

## Sezon 1
| 001 002 003 | Oil                          | 12 stycznia 1981 | 1x01 |
| Potentat naftowy; Blake Carrington szykuje się do ślubu ze swoją sekretarką; Krystle Jennings. Z tej okazji, do miasta wracają jego dorosłe dzieci; Steven i Fallon. Krótko przed ślubem, Krystle spotyka swoją dawną miłość; Matthew Blaisdela. Uwagi: Pilot serialu, trwający 132 minuty. W powtórkach, często wyświetlany jako trzy odcinki. |                              |                  |      |
| |                              |                  |      |
| 004 | The Honeymoon                | 19 stycznia 1981 | 1x02 |
| Kłopoty w firmie zmuszają Blake’a do skrócenia podróży poślubnej. Krystle źle się czuje w środowisku bogatych ludzi. Matthew i Claudia próbują na nowo ułożyć swoje życie rodzinne. Cecil Colby obiecuje Fallon pomóc jej ojcu, jeśli ta poślubi jego bratanka; Jeffa. |                              |                  |      |
| |                              |                  |      |
| 005 | The Dinner Party             | 26 stycznia 1981 | 1x03 |
| Blake proponuje Matthew powrót do pracy w Denver-Carrington. Zaprasza go z rodziną na kolację. Steven poznaje na niej Claudię. Matthew wyznaje Krystle, że wciąż ją kocha. Fallon zaczyna flirtować z Jeffem. |                              |                  |      |
| |                              |                  |      |
| 006 | Fallon’s Wedding             | 2 lutego 1981    | 1x04 |
| Cecil wspomaga finansowo Blake’a. Fallon i Jeff jadą do Las Vegas i biorą ślub. Stevena odwiedza jego przyjaciel z Nowego Jorku; Ted Dinard – homoseksualista. |                              |                  |      |
| |                              |                  |      |
| 007 | The Chauffeur Tells a Secret | 16 lutego 1981   | 1x05 |
| Kierowca Blake’a; Michael Culhane, mówi mu o przyczynie ślubu Fallon. Steven i Claudia zaczynają się spotykać. Lindsay Blaisdel dokuczają koledzy w szkole. |                              |                  |      |
| |                              |                  |      |
| 008 | The Bordello                 | 23 lutego 1981   | 1x06 |
| Koledzy w pracy dokuczają Stevenowi z powodu jego homoseksualnych skłonności. Walter zabiera go do domu publicznego, by „zrobić z niego mężczyznę”. Próbując ratować firmę, Blake przepisuje udziały w niej na Krystle. Ta tymczasem, sprzedaje drogi naszyjnik, by pomóc finansowo Matthew. |                              |                  |      |
| |                              |                  |      |
| 009 | Krystle’s Lie                | 2 marca 1981     | 1x07 |
| Blake jest wściekły, że ktoś pomógł Matthew i próbuje dowiedzieć się kto. Matthew oskarża Stevena, że ten pracując dla niego, w rzeczywistości działał przeciwko niemu. |                              |                  |      |
| |                              |                  |      |
| 010 | The Necklace                 | 2 marca 1981     | 1x08 |
| Michael Culhane mówi Fallon, że to Krystle pomogła Matthew. Claudia spędza noc ze Stevenem. |                              |                  |      |
| |                              |                  |      |
| 011 | The Beating                  | 9 marca 1981     | 1x09 |
| Steven wyprowadza się z domu, ale obiecuje pracować dla Denver-Carrington. Lindsay dowiaduje się o romansie matki. Blake bije Michaela za to, że sypiał z Fallon. |                              |                  |      |
| |                              |                  |      |
| 012 | The Birthday Party           | 16 marca 1981    | 1x10 |
| Michael mówi Blake’owi, że Krystle sprzedała naszyjnik, by pomóc Matthew. Jeff dowiaduje się o umowie Cecila z Fallon. |                              |                  |      |
| |                              |                  |      |
| 013 | The Separation               | 23 marca 1981    | 1x11 |
| Ted Dinard przyjeżdża do Denver spotkać się z Claudią i porozmawiać o Stevenie. Krystle wyprowadza się. Steven postanawia rozstać się z Tedem. Ten odwiedza go, by się pożegnać. Widzi ich Blake, co doprowadza do tragedii. Uwagi: Jest to ostatni odcinek z udziałem Marka Withersa w roli Teda Dinarda. |                              |                  |      |
| |                              |                  |      |
| 014 | Blake Goes To Jail           | 13 kwietnia 1981 | 1x12 |
| Krystle wraca do Blake’a, wspierać go podczas procesu o zamordowanie Teda. |                              |                  |      |
| |                              |                  |      |
| 015 | The Testimony                | 20 kwietnia 1981 | 1x13 |
| Podczas postępowania sądowego, wychodzi na jaw romans Claudii i Stevena. Matthew jest wściekły. Claudia wyprowadza się i zabiera Lindsay. Oskarżyciel powołuje kolejnego świadka. Fallon rozpoznaje w nim swoją matkę. Uwagi: W finale odcinka pojawia się po raz pierwszy była żona Blake’a; Alexis. Nie odtwarza jej jeszcze jednak Joan Collins. Aktorka została wybrana dopiero podczas przerwy wakacyjnej. Z tego powodu, Alexis pojawia się tu z woalką na twarzy, więc nikt nie wie, jak wygląda. |                              |                  |      |
| |                              |                  |      |

## Sezon 2
| 016 | Enter Alexis              | 4 listopada 1981  | 2x01 |
| Była żona Blake’a zeznaje przeciwko niemu. Claudia odzyskuje przytomność w szpitalu i dowiaduje się, że Matthew wyjechał z Lindsay. Uwagi: Debiut Joan Collins jako Alexis. |                           |                   |      |
| |                           |                   |      |
| 017 | The Verdict               | 11 listopada 1981 | 2x02 |
| Blake zostaje skazany za morderstwo. Alexis wprowadza się do domku na terenie rezydencji Carringtonów. Napięcie między Stevenem a ojcem narasta. Krystle odkrywa, że jest w ciąży. |                           |                   |      |
| |                           |                   |      |
| 018 | Alexis’ Secret            | 18 listopada 1981 | 2x03 |
| Claudia zostaje wypisana ze szpitala i usułuje popełnić samobójstwo. Ratuje ją dawny przyjaciel Blake’a; doktor Nick Toscanni, który planuje zemstę na Blake’u. Fallon i Jeff chcą mieć dziecko. Alexis mówi Stevenowi, że Blake nie jest ojcem Fallon. Uwagi: Debiut Jamesa Farentino w roli doktora Toscanniego.                                         |                           |                   |      |
| |                           |                   |      |
| 019 | Fallon’s Father           | 25 listopada 1981 | 2x04 |
| Alexis wyznaje Blake’owi, że Fallon nie jest jego córką i namawia, by pogodził się ze Stevenem. Mówi też Cecilowi, że jest on prawdziwym ojcem Fallon. W związku z oskarżeniem o morderstwo, współpracownicy nie chcą współdziałać z Blakiem. Dotyczy to także Cecila Colbego, który zrywa kontrakt. U Stevena lekarze podejrzewają chorobę neurologiczną. |                           |                   |      |
| |                           |                   |      |
| 020 | Reconciliation            | 2 grudnia 1981    | 2x05 |
| Steven wraca do domu i godzi się z ojcem. Do Krystle przyjeżdża jej siostrzenica Sammy Jo. Alexis wynajmuje prywatnego detektywa, by sprawdził przeszłość Krystle. Cecil domaga się od Blake’a spłaty 9 mln dolarów pożyczki. Uwagi: Debiut Heather Locklear w roli Sammy Jo.                                                                              |                           |                   |      |
| |                           |                   |      |
| 021 | Viva Las Vegas            | 9 grudnia 1981    | 2x06 |
| Blake jedzie do Las Vegas, pożyczyć pieniądze od gangstera; Logana Rhinewooda. Sammy Jo próbuje uwieść Stevena, ale ten oświadcza się Claudii. Fallon nawiązuje romans z Nickiem Toscannim. Alexis płoszy konia Krystle i powoduje jej upadek. |                           |                   |      |
| |                           |                   |      |
| 022 | The Miscarriage           | 16 grudnia 1981   | 2x07 |
| Krystle traci ciążę i dowiaduje się, że nie będzie mieć więcej dzieci. Jeff przechodzi z ColbyCo do Denver-Carrington. Fallon kontynuuje romans z Toscannim. Sammy Jo i Steven dobrze się czują w swoim towarzystwie. On jednak pragnie związać się na stałe z Claudią. Ta jednak wciąż kocha swojego zbiegłego męża. Blake ma kolejne problemy w firmie.  |                           |                   |      |
| |                           |                   |      |
| 023 | The Mid-East Meeting      | 6 stycznia 1982   | 2x08 |
| Blake i Jeff lecą na Bliski Wschód spotkać się z Rashidem Ahmedem. Alexis leci spotkać się z nim w Rzymie. Fallon odkrywa, że jest w ciąży i pragnie ją usunąć. Prosi Jeffa o rozwód. Ten się zgadza pod warunkiem, że donosi ciążę. Alexis ściąga Blake’a do Rzymu.                                                                                       |                           |                   |      |
| |                           |                   |      |
| 024 | The Psychiatrist          | 13 stycznia 1982  | 2x09 |
| Blake próbuje przekonać Krystle do spotkania z doktorem Toscannim. Zazdrosna Fallon, przyznaje Jeffowi, że ich ślub był tylko ceną za pomoc Cecila Blake’owi i że zaszła w ciążę z zazdrości o Krystle. Krystle jest wstrząśnięta, widząc w gazecie zdjęcia Blake’a z Alexis w Rzymie. Nick ją pociesza. Oboje zakochują się w sobie.                      |                           |                   |      |
| |                           |                   |      |
| 025 | Sammy Jo and Steven Marry | 20 stycznia 1982  | 2x10 |
| Krystle nie spędza nocy z Toscannim, który wyznaje jej miłość. Blake tłumaczy się ze zdjęć z Alexis. Steven i Sammy Jo biorą ślub. Postanawia on zostać kierowcą rajdowym. |                           |                   |      |
| |                           |                   |      |
| 026 | The Car Explosion         | 27 stycznia 1982  | 2x11 |
| Sammy Jo i Steven mówią rodzinie o ślubie. Alexis stara się wmówić Krystle swój romans z Blakiem. Nick namawia Krystle, by odeszła od Blake’a. Przedstawiciel gangstera, który pożyczył Blake’owi pieniądze, próbuje interweniować w firmę Blake’a. Ktoś rzuca w Blake’a bombę. Ten traci wzrok.                                                           |                           |                   |      |
| |                           |                   |      |
| 027 | Blake’s Blindness         | 3 lutego 1982     | 2x12 |
| Blake domyśla się, kto stoi za zamachem i planuje zemstę. Krystle wstrzymuje się przed powiedzeniem mężowi o planach rozwodowych do czasu, jak ten poczuje się lepiej. Fallon mówi matce o uczuciu do Toscanniego. Alexis obiecuje jej pozbyć się Krystle z ich życia.                                                                                     |                           |                   |      |
| |                           |                   |      |
| 028 | The Hearing               | 10 lutego 1982    | 2x13 |
| Blake odkrywa, że brat doktora Toscanniego pracował dla Denver-Carrington i zginął podczas zamieszek na Dalekim Wschodzie. Fallon nie potrzebuje pomocy matki w problemach z Krystle. Ktoś donosi Blake’owi o romansie żony. Blake odzyskuje wzrok, ale wie o tym tylko jego majordomus; Joseph.                                                           |                           |                   |      |
| |                           |                   |      |
| 029 | The Iago Syndrome         | 17 lutego 1982    | 2x14 |
| Blake wciąż udając ślepotę rozmawia z Toscannim o zmarłym bracie. Krystle zrywa z Nickiem i postanawia wyjechać z Denver. Blake przekonuje ją, by została. Sammy Jo zachowuje się jak rozkapryszona pani domu. |                           |                   |      |
| |                           |                   |      |
| 030 | The Party                 | 24 lutego 1982    | 2x15 |
| Blake przyznaje się rodzinie, że widzi. Sammy Jo upija się na oficjalnym przyjęciu, czym wprawia w zakłopotanie rodzinę. Mówi Fallon, że nie jest córką Blake’a. Fallon żąda prawdy od matki. Obie mają wypadek samochodowy. |                           |                   |      |
| |                           |                   |      |
| 031 | The Baby                  | 3 marca 1982      | 2x16 |
| Fallon rodzi przedwcześnie syna; Blake’a Jr. Chłopiec jest słaby i nie wiadomo, czy przeżyje. Claudia uwodzi Jeffa, by zdobyć klucze do gabinetu Blake’a. Sammy Jo opuszcza Stevena. Krystle dowiaduje się o powiązaniu Alexis z jej poronieniem. Uwagi: W odcinku ma miejsce pierwsza z wielu bójek między bohaterkami; tu, Krystle z Alexis.             |                           |                   |      |
| |                           |                   |      |
| 032 | Mother And Son            | 10 marca 1982     | 2x17 |
| Synek Fallon i Jeffa przechodzi pomyślnie operację. Rodzice rozpoczynają walkę o prawo do opieki nad nim. Jeff odkrywa, że to Claudia przekazuje Cecilowi informacje o Denver-Carrington. |                           |                   |      |
| |                           |                   |      |
| 033 | The Gun                   | 24 marca 1982     | 2x18 |
| Testy potwierdzają, że Fallon jest córką Blake’a. Steven jedzie za Sammy Jo do Hollywood, gdzie ta pracuje jako modelka. Claudia próbuje zastrzelić Cecila, po tym, jak dowiaduje się, że Matthew i Lindsay nie żyją. Krystle próbuje ją powstrzymać. Broń wystrzela.                                                                                      |                           |                   |      |
| |                           |                   |      |
| 034 | The Fragment              | 7 kwietnia 1982   | 2x19 |
| Claudia zostaje ranna. Policja podejrzewa Krystle. Blake ponownie spotyka się z gangsterem; Loganem Rhinwoodem. |                           |                   |      |
| |                           |                   |      |
| 035 | The Shakedown             | 14 kwietnia 1982  | 2x20 |
| Steven zostaje aresztowany za rzekome pobicie szantażysty. Blake grozi Alexis, gdy dowiaduje się, że miała związek z poronieniem Krystle. |                           |                   |      |
| |                           |                   |      |
| 036 | The Two Princes           | 28 kwietnia 1982  | 2x21 |
| Blake Jr. zostaje wypuszczony ze szpitala. Alexis przyjmuje oświadczyny Cecila. Rashid Ahmed powraca do interesów z Blakiem. |                           |                   |      |
| |                           |                   |      |
| 037 | The Cliff                 | 4 maja 1982       | 2x22 |
| Nick Toscanni dowiaduje się o związku Blake’a ze śmiercią swojego brata. W wyniku bójki Blake spada z urwiska. Mały Blake zostaje porwany. Cecil dostaje ataku serca. |                           |                   |      |
| |                           |                   |      |

## Sezon 3
| Lp.                                                                                                   | Tytuł odcinka | Data premiery | Numer w serii |
| --- | ------------- | ------------- | ------------- |
| 038                                                                                                   | The Plea      |               | 3x01          |
| Trwają poszukiwania Blake’a Jr. Alexis ujawnia, że z Blakiem mieli kiedyś syna Adama. Opowiada o nim. |               |               |               |
| |               |               |               |

1. The Plea

1. The Roof
2. The Wedding
3. The Will
4. The Siblings
5. Mark
6. Kirby
7. La Mirage
8. Acapulco
9. The Locket
10. The Search
11. Samantha
12. Danny
13. Madness
14. Two Flights to Haiti
15. The Mirror
16. Battle Lines
17. Reunions in Singapore
18. Fathers and Sons
19. The Downstairs Bride
20. The Vote
21. The Dinner
22. The Threat
23. The Cabin

## Sezon 4
|  |  |  | 4x01 |  |  |  |
|  |  |  |      |  |  |  |
|  |  |  |      |  |  |  |

1. The Arrest
2. The Bungalow
3. The Note
4. The Hearing (1)
5. The Hearing (2)
6. Tender Commrades
7. Tracy
8. Dex
9. Peter De Vilbis
10. The Proposal
11. Carousel
12. The Wedding
13. The Ring
14. Lancelot
15. Seizure
16. A Little Girl
17. The Accident
18. The Vigil
19. Steps
20. The Voice (1)
21. The Voice (2)
22. The Voice (3)
23. Birthday
24. The Check
25. The Engagement
26. New Lady in Town
27. The Nightmare

## Sezon 5
|  |  |  | 5x01 |  |  |  |
|  |  |  |      |  |  |  |
|  |  |  |      |  |  |  |

1. Disappearance
2. The Mortgage
3. Fallon
4. The Rescue
5. The Trial
6. The Verdict
7. Amanda
8. The Secret
9. Domestic Intrigue
10. Krystina
11. Swept Away
12. That Holiday Spirit
13. The Avenger
14. The Will
15. The Treasure
16. Foreign Relations
17. Triangles
18. The Ball
19. Circumstantial Evidence
20. The Collapse
21. Life and Death
22. Parental Consent
23. Photo Finish
24. The Crash
25. Reconciliation
26. Sammy Jo
27. Kidnap
28. The Heiress
29. Royal Wedding

## Sezon 6
Mniej więcej równolegle rozgrywa się akcja sezonu 1 Dynastii Colbych.
|  |  |  | 6x01 |  |  |  |
|  |  |  |      |  |  |  |
|  |  |  |      |  |  |  |

1. The Aftermath
2. The Homecoming
3. The Californians
4. The Man
5. The Gown
6. The Titans (1)
7. The Titans (2)
8. The Decision
9. The Proposal
10. The Close Call
11. The Quarrels
12. The Roadhouse
13. The Solution
14. Suspicions
15. The Alarm
16. The Vigil
17. The Accident
18. Souvenirs
19. The Divorce
20. The Dismissal
21. Ben
22. Masquerade
23. The Subpoenas
24. The Trial (1)
25. The Trial (2)
26. The Vote
27. The Warning
28. The Cry
29. The Rescue
30. The Triple-Cross
31. The Choice (a.k.a. The Vendetta)

## Sezon 7
Mniej więcej równolegle rozgrywa się akcja sezonu 2 Dynastii Colbych.
|  |  |  | 7x01 |  |  |  |
|  |  |  |      |  |  |  |
|  |  |  |      |  |  |  |

1. The Victory
2. Sideswiped
3. Focus
4. Reward
5. The Arraignment
6. Romance
7. The Mission
8. The Choice
9. The Secret
10. The Letter
11. The Ball
12. Fear
13. The Rig
14. A Love Remembered (1)
15. A Love Remembered (2)
16. The Portrait
17. The Birthday
18. The Test
19. The Mothers
20. The Surgery
21. The Garage
22. The Shower
23. The Dress
24. Valez
25. The Sublet
26. The Confession
27. The Affair
28. Shadow Play

## Sezon 8
|  |  |  | 8x01 |  |  |  |
|  |  |  |      |  |  |  |
|  |  |  |      |  |  |  |

1. The Siege (1)
2. The Siege (2)
3. The Aftermath
4. The Announcement
5. The Surrogate (1)
6. The Surrogate (2)
7. The Primary
8. The Testing
9. The Setup
10. The Fair
11. The New Moguls
12. The Spoiler
13. The Interview
14. Images
15. The Rifle
16. The Bracelet
17. The Warning
18. Adam’s Son
19. The Scandal
20. The Trial
21. The Proposal
22. Colorado Roulette

## Sezon 9
|  |  |  | 9x01 |  |  |  |
|  |  |  |      |  |  |  |
|  |  |  |      |  |  |  |

1. Broken Krystle
2. A Touch of Sable
3. She’s Back
4. Body Trouble
5. Alexis in Blunderland
6. Every Picture Tells a Story
7. The Last Hurrah
8. The Wedding
9. Ginger Snaps
10. Delta Woe
11. Tankers, Cadavers to Chance
12. All Hands on Dex
13. Virginia Reels
14. House of the Falling Son
15. The Son Also Rises
16. Grimes and Punishment
17. Sins of the Father
18. Tale of the Tape
19. No Bones About It
20. Here Comes the Son
21. Blasts From the Past
22. Catch 22

## Pojednanie
|  |  |  | 10x01 |  |  |  |
|  |  |  |       |  |  |  |
|  |  |  |       |  |  |  |

1. Dynasty: The Reunion (1)
2. Dynasty: The Reunion (2)